# Клерк, Мьялитьяна
Мьялитьяна Клерк (фр. Mialitiana Clerc, род. 16 ноября 2001, Амбохитриманджака, Аналаманга) — мадагаскарская горнолыжница. Участница зимних Олимпийских игр 2018 года. Первая женщина, представлявшая Мадагаскар на зимних Олимпийских играх.

## Биография
Мьялитьяна Клерк родилась 16 ноября 2001 года в мадагаскарском городе Амбохитриманджака.
В возрасте года её удочерила семья из Франции. С тех пор Клерк жила в Верхней Савойе, где и стала заниматься горнолыжным спортом.
В 2018 году вошла в состав сборной Мадагаскара на зимних Олимпийских играх в Пхёнчхане. В слаломе заняла 47-е место, показав по сумме двух заездов результат 2 минуты 0,27 секунды и уступив 21,64 секунды завоевавшей золото Фриде Хансдоттер из Швеции. В гигантском слаломе заняла 48-е место, показав по сумме двух заездов результат 2.39,00 и уступив 18,98 секунды победительнице Микаэле Шиффрин из США. Была единственной представительницей Мадагаскара на Олимпиаде, знаменосцем сборной на церемониях открытия и закрытия Игр.
Клерк стала первой женщиной и вторым спортсменом, представлявшим Мадагаскар на зимних Олимпийских играх — в 2006 году в горнолыжном спорте выступал Матьё Разанаколона.